# 2509 Chukotka
2509 Chukotka è un asteroide della fascia principale. Scoperto nel 1977, presenta un'orbita caratterizzata da un semiasse maggiore pari a 2,4555531 UA e da un'eccentricità di 0,1934147, inclinata di 2,85013° rispetto all'eclittica.
Porta il nome del Circondario autonomo della Čukotka, dove lo scopritore di era recato nel 1972 per osservare un'eclissi solare.